# PGC 213980
LEDA/PGC 213980 ist eine Spiralgalaxie vom Hubble-Typ Src im Sternbild Coma Berenices am Nordsternhimmel. Sie ist schätzungsweise 851 Millionen Lichtjahre von der Milchstraße entfernt und hat einen Durchmesser von etwa 50.000 Lichtjahren.
Im selben Himmelsareal befinden sich u. a. die Galaxien NGC 4311, IC 3222, IC 3237, IC 3247.